# Ḩasan Teymūr
Ḩasan Teymūr (persiska: حسن تیمور) är en ort i Iran.   Den ligger i provinsen Hamadan, i den nordvästra delen av landet, 280 km väster om huvudstaden Teheran. Ḩasan Teymūr ligger 1 853 meter över havet och antalet invånare är 154.
Terrängen runt Ḩasan Teymūr är lite kuperad.Runt Ḩasan Teymūr är det ganska tätbefolkat, med 65 invånare per kvadratkilometer. Närmaste större samhälle är Shīrīn Sū, 15,2 km nordost om Ḩasan Teymūr. Trakten runt Ḩasan Teymūr består i huvudsak av gräsmarker.